# Josef Franz da Paula von Sweerts-Sporck
Josef Franz da Paula von Sweerts-Sporck (ur. 9 stycznia 1756 w Lnáře, zm. 21 maja 1823 w Wiedniu) – czeski ziemianin i hrabia. Gubernator Galicji.
Od 1796 był radcą od 1799 radcą dworu Gubernium galicyjskiego, następnie tajnym radcą i prezesem. Od lutego do sierpnia 1801 roku był gubernatorem Galicji. Był także żupanem Słowenii (1819-1822).

## Rodzina
Pochodził z rodziny szlacheckiej wywodzącej się z Westfalii, która w XVII wieku nabyła znaczne posiadłości w Czechach. Syn hrabiego Johanna Franza Christiana von Swéerts-Spörck i Marii Barbary Bubna-Litic z Václava. W 1787 roku poślubił Katerine von Fillenbaum (1764-1823), z którą miał syna Josefa